# Say goodnight, Gracie
Say goodnight, Gracie es el 63er episodio de la serie de televisión norteamericana Gilmore Girls.

## Resumen del episodio
La mañana siguiente de la fiesta, Luke va molesto a casa de Kyle, pues debe pagar los daños que Jess causó durante la pelea; Lorelai se soprende al saber que quien se peleó con Jess fue Dean. Fran Weston muere repentinamente, y mientras se realiza la misa en su honor, Taylor olvidó cancelar la ceremonia de inauguración de la fuente de soda. Más tarde, Lorelai y Sookie intentan hablar con uno de los abogados de Fran Weston para poder comprar el Dragonfly y él les responde que después podrán negociar, algo que las deja animadas; Lorelai llama a su madre para hablarle, pero Emily parece seguir molesta con ella. En tanto, Rory y Jess intentan ir el uno hacia el otro pero siempre se detienen cuando están a punto de hacerlo; Dean le comunica a Rory que él y Lindsay se han comprometido, pero no recibe las felicitaciones que hubiese esperado de Rory. Cuando Dave le implora a la Sra. Kim para que los deje ir a él y a Lane al baile, consigue su objetivo. Y luego de muchos años, Jimmy, el padre de Jess, se aparece en Stars Hollow, algo que le disgusta mucho a Luke; aunque luego de enterarse de que su sobrino reprobó el último año, le da un ultimátum para que vuelva a hacerlo. Jess se niega, así que se va del pueblo, aunque antes tiene un breve encuentro con Rory.

## Curiosidades
- En el episodio Nick & Nora/Sid & Nancy, Luke mencionó que el padre de Jess abandonó a su familia dos años atrás, y ahora menciona que la abandonó cuando Jess había nacido.
- En el bus, Rory se sienta al lado de Jess, pero en la siguiente escena aparece un asiento vacío entre ambos.
- Luke afirma que lo despertó una llamada para avisarle de la pelea, pero él estaba con Nicole en el Independence. ¿Qué fue de ella y cómo supieron que estaba en la posada?

- Datos: Q9074874